# Brokenhearted
Brokenhearted ist eine R&B-Ballade der US-amerikanischen Sängerin Brandy aus ihrem Debütalbum Brandy. Die Albumversion wurde von Keith Crouch produziert und war ein Solo-Track. Die von Soulshock & Karlin produzierte Remix-Version im Duett mit Boyz-II-Men-Frontmann Wanyá Morris wurde jedoch als vierte und letzte Singleauskopplung im August 1995 veröffentlicht. Die Remixversion erschien auch auf dem Album The Remixes von Boyz II Men.

## Aufnahmeprozess
Die Albumversion von Brokenhearted wurde in nur einem Take aufgenommen. Brandy erinnerte sich auf der Promo-Tour zu  The Best of Brandy in einem Interview aus dem Jahre 2005 daran:

“There’s a funny story behind the recording of that song! I really wanted to go to Six Flags but the producers kept saying, ‘only after you finish recording!’ I sang my heart out … I wanted to go to Six Flags so bad! You can hear the passion in my voice!”

„Zu dem Aufnahmeprozess gibt es eine lustige Geschichte! Ich wollte unbedingt zu Six Flags, aber die Produzenten sagten ständig: ‚Nur wenn du diesen Song fertig hast!‘ Ich sang also mein Herz heraus … Ich wollte so sehr zu Six Flags! Diese Leidenschaft in meiner Stimme kann man hören.“

Die Idee für eine Duett-Version kam auf, während Brandy Anfang 1995 für zwei Monate als Vorband mit Boyz II Men auf Tournée war. Beide Acts waren im selben Flugzeug auf dem Weg zu einer anderen Station der Tourthe, als Wanya Morris erstmals in Brandys Debütalbum reinhörte: „Ich hörte mir das Album im Flugzeug an und ich meinte nur noch: ‚Yo, wir sollten ein Duett aus Brokenhearted machen‘“, erzählte Morris MTV News in einem Interview.

## Musikvideo
Die Regie für das Musikvideo übernahm Hype Williams. Das Video in Spring Hills, New York gedreht. Das Video handelt von einem Tagtraum Brandys, der sie in einer Villa mit Duettpartner Morris agieren lässt. Der Schauspieler Donald Faison hat einen Cameo-Auftritt im Video.
Über das Musikvideo hatte die Interpretin folgendes zu sagen:

“It’s basically a dream, because of course this is not reality […] I can’t afford a mansion right now, so it’s like I fall asleep and I dream about doing a duet with Wanya and I’m in this big mansion wearing these grown clothes, big beautiful Whitney Houston-type clothes.”

„Im Grunde genommen ist es ein Traum, denn natürlich ist es nicht die Realität […] Ich kann mir zur Zeit eine Villa nicht leisten, also schlafe ich ein und träume davon ein Duett mit Wanya Morris zu singen und in dieser Riesenvilla zu sein mit diesen erwachsenen Gewändern, große wunderschöne Kleider, wie sie Whitney Houston tragen würde.“

## Charts
| Land (1995)                | Höchstposition |
| -------------------------- | -------------- |
| Neuseeland                 | 6              |
| Vereinigte Staaten         | 9              |
| Vereinigte Staaten (Dance) | 11             |
| Vereinigte Staaten (R&B)   | 2              |

| Land (1995)        | Position |
| ------------------ | -------- |
| Vereinigte Staaten | 77       |